# Nojszew
Nojszew (prononciation : [ˈnɔi̯ʂɛf]) est un village polonais situé dans la gmina de Korytnica dans le powiat de Węgrów et en voïvodie de Mazovie dans le centre-est de la Pologne. 
Ce village se trouve à environ 6 kilomètres au sudt de Korytnica, 15 kilomètres à l'ouest de Węgrów  (chef-lieu du powiat) et à 59 kilomètres à l'est de Varsovie (capitale de la Pologne).

## Histoire
De 1975 à 1998, le village appartenait administrativement à la voïvodie de Siedlce.